# Diogo de Azambuja
Diogo de Azambuja (Montemor-o-Velho, 1432-1518) fue un hidalgo y explorador portugués, recordado por la construcción de la fortaleza de San Jorge da Mina en el golfo de Guinea, habiendo comandado en esa ocasión una flota en la que participó Bartolomeu Dias y en la que se hicieron importantes reconocimientos de la costa occidental africana. La fortaleza de La Mina fue en su momento la primera construcción europea al sur del desierto del Sáhara.

## Biografía

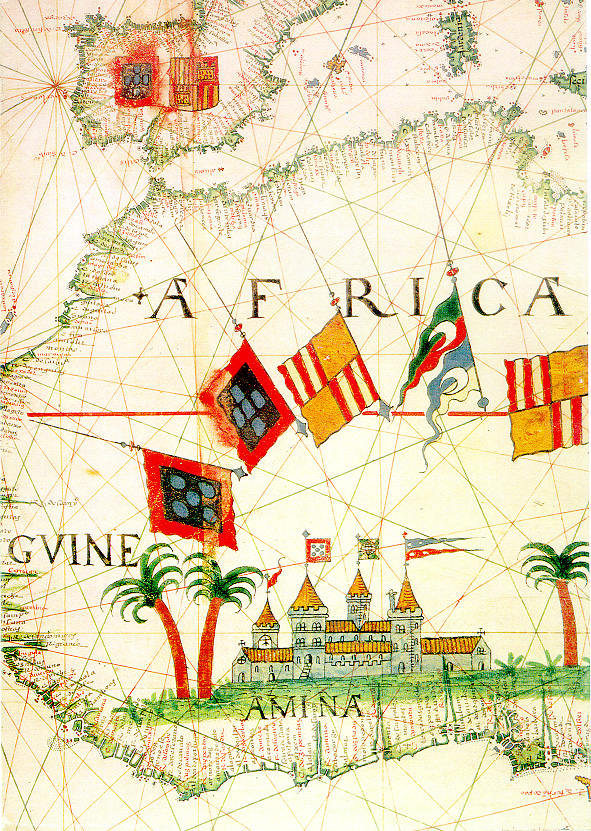
"A Mina", detalle de un mapa del siglo XVI

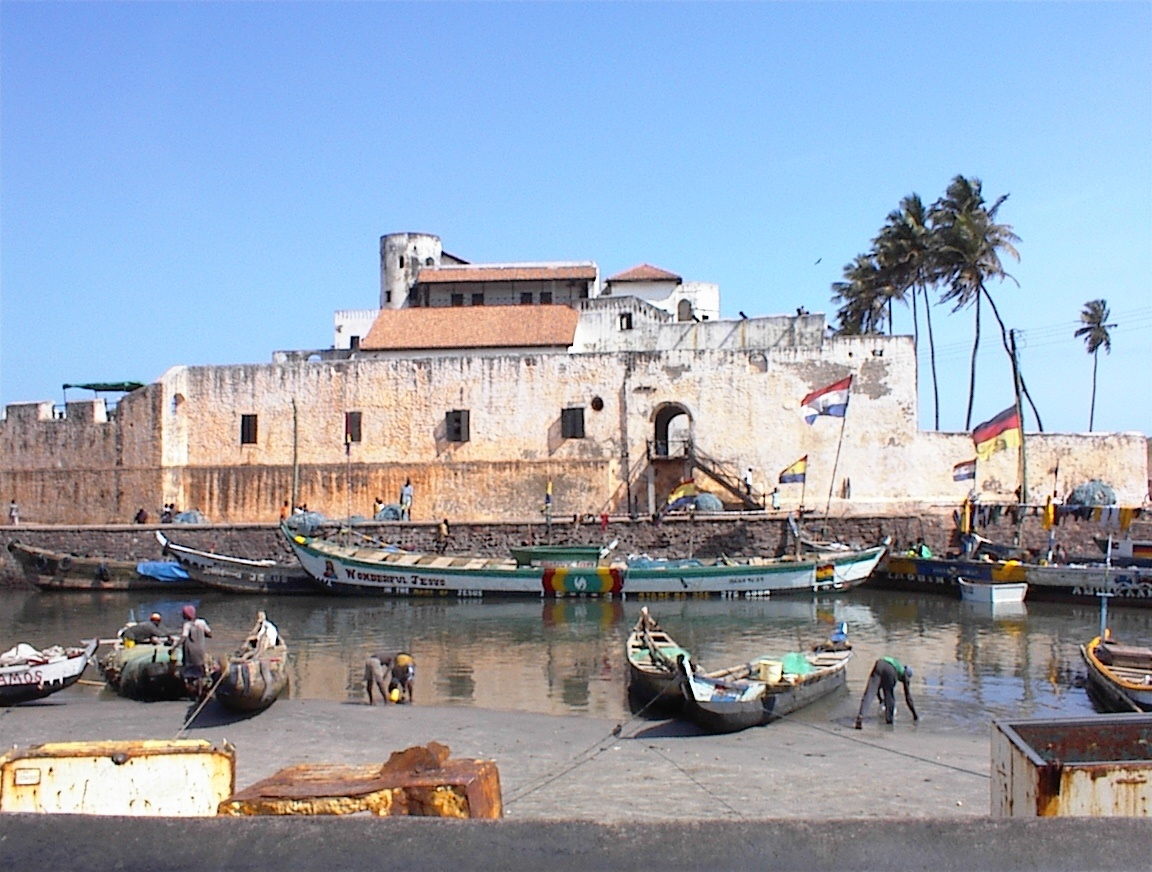
La fortaleza de La Mina (2003)

Poco se sabe de los primeros años de Diogo de Azambuja, salvo que se convirtió en caballero de la Orden de Avis y entró al servicio del Infante D. Pedro, duque de Coímbra, hijo del regente del mismo nombre, como guarda-roupa de su casa. Después de la batalla de Alfarrobeira (1449) acompañó a su señor en el exilio. En 1458 ya estaba al lado de Alfonso V de Portugal en la conquista de Alcazarseguir, en la costa africana del estrecho de Gibraltar (hoy Marruecos). Recibió varios elogios y se convirtió en consejero del rey.
Conquistado la villa de Alegrete al reino de Castilla, que había sido ocupada durante la guerra de sucesión al trono de ese reino, después de haber sido herido en combate en una pierna.
En 1481 fue nombrado por João II de Portugal como capitão-mor (capitán mayor) de la armada encargada de la construcción de la fortaleza de San Jorge da Mina en el golfo de Guinea.
Cuando los portugueses llegaron a lo que hoy es Ghana los comerciantes locales intercambiaron con ellos oro y piedras preciosas a cambio de sus productos, no no tardando en descubrir que los recursos mineros de las provincias del interior, en manos de los ashanti, eran muy importantes, por lo que comenzaron a llamar a la zona A Mina (La Mina, en portugués). El rey Alfonso V decidió centralizar el comercio de oro y garantizar la seguridad de los portugueses erigiendo una importante fortaleza allí. El 12 de diciembre de 1481, Diogo de Azambuja navegaba al frente de una gran flota de nueve carabelas y dos naos, llevando a 600 soldados, 100 canteros y carpinteros, y la piedra aparejada necesaria para la construcción de la fortaleza-factoría. Gracias al talento como gestor y organizador de Azambuja, la construcción se completó en un tiempo récord, tan sólo unas semanas. Acabada la fortaleza, Azambuja envió a la flota de regreso a Lisboa cargada de oro con la noticia de que la misión se había realizado con éxito, y él se quedó como capitão-mor de la fortaleza con una fuerza de 60 soldados. Realizó contactos amistosos con la población nativa para establecer comercio, fijando los precios y las reglas para el intercambio con los comerciantes. Ocupó este cargo hasta 1484, cuando regresó a Lisboa, un cargo que requirió gran fortaleza para una persona de su edad (62 años), y cuando muchos de sus compatriotas murieron en el lugar a causa de las fiebres tropicales. A su regreso a Portugal en el verano de 1484, fue colmado de honores y la gloria por el rey, que le nombró alcalde del castillo de Monsaraz y miembro del Consejo Real. La construcción y mando de La Mina será el hecho más conocido de su carrera.
Diogo de Azambuja se mantuvo vinculado a la Corte y al servicio al rey, a pesar de su edad y la discapacidad física en la pierna que aconsejaban su retiro. Sin embargo, tenía más de setenta años de edad cuando aceptó la misión que Manuel I de Portugal le encargó en el 1506: la construcción de la fortaleza de Mogador, en el sur de Marruecos, cerca de la ciudad costera de Safí, para apoyar la ocupación portuguesa. Azambuja no sólo llevó a cabo la misión con éxito, además tomó Safim, quedando como capitán de la ciudad hasta 1509, a la edad de unos 77 años. En esa fecha volvió a Portugal, y murió en 1518.